# 8 avril 1906
Le dimanche 8 avril 1906 est le 98e jour de l'année 1906.

## Naissances
- Adolf Schön (mort le 2 août 1987), coureur cycliste allemand
- Cesare Brandi (mort le 19 janvier 1988), historien de l'art italien
- Karl Stern (mort le 11 novembre 1975), psychothérapeute et neurologue germano-canadien
- Médard Ferrero (mort le 19 novembre 1972), accordéoniste et pédagogue français
- Maurice Raskin (mort le 10 mai 1943), résistant belge
- Raoul Jobin (mort le 13 janvier 1974), artiste lyrique
- Raymond Derancy (mort le 26 avril 1983), homme politique français

## Décès
- Giovanni Beltrame (né le 11 novembre 1824), missionnaire, explorateur et géographe italien

## Événements
- (Hongrie) : les opposants acceptent les dispositions de François-Joseph Ier d'Autriche sur l’armée et forment un gouvernement de coalition dirigé par Sándor Wekerle, qui mène une politique vigoureusement nationaliste et antisocialiste, provoquant l’opposition de toute la gauche.